# Oroux

Oroux este o comună în departamentul Deux-Sèvres, Franța. În 2009 avea o populație de 103 de locuitori.